# Ressoar
Ressoar é um programa de televisão produzido pela COMTI - Comunicação e Tecnologia, e exibido originalmente pela RecordTV, sendo que em 2007 foi transferido para a Record News. O programa vai ao ar todos os domingos às 16h30, com reprise aos sábados às 12h30. E é inspirado pela iniciativa do Instituto Ressoar, tendo objetivo de promover o desenvolvimento social, econômico e do combate à pobreza, bem como o exercício do voluntariado. Desde 2018 é apresentado por Renata Alves.

## Formato
O programa mostra projetos sociais que fazem a diferença no mundo através de voluntariado e atitudes que transformaram suas comunidades e cidades – sejam elas voltadas para a educação, saúde, cultura, assistência social ou outros – dando visibilidade também para ONGs.

## Produção
O programa estreou em 17 de setembro de 2005 sob o comando de Bianca Rinaldi, indo ao ar aos sábados às 9h. Em 21 de janeiro de 2006 Bianca passou a dividir o comando com o radialista Dudu Braga. Em 2007 o programa deixa a grade da Record e passa a ser exibido na Record News. Em junho de 2008 Bianca pede afastamento para poder engravidar – a atriz viria a anunciar a gravidez em novembro – e o programa passa para o comando de Chris Flores a partir de 5 de julho, sendo que Dudu acabou sendo dispensado do cargo com a reestruturação. Em 2015 Chris deixa o programa para dedicar-se às gravações do Troca de Família e Fábio Ramalho passa a apresentá-lo temporariamente a partir de 12 de abril. Em 13 de setembro daquele ano Reinaldo Gottino assume integralmente o programa. E desde 2018 o programa passou a ser comandado pela apresentadora e jornalista Renata Alves.[carece de fontes?]

## Especiais
O programa realiza periodicamente especiais com shows beneficentes para arrecadar alimentos para instituições de caridade.